# Yuri

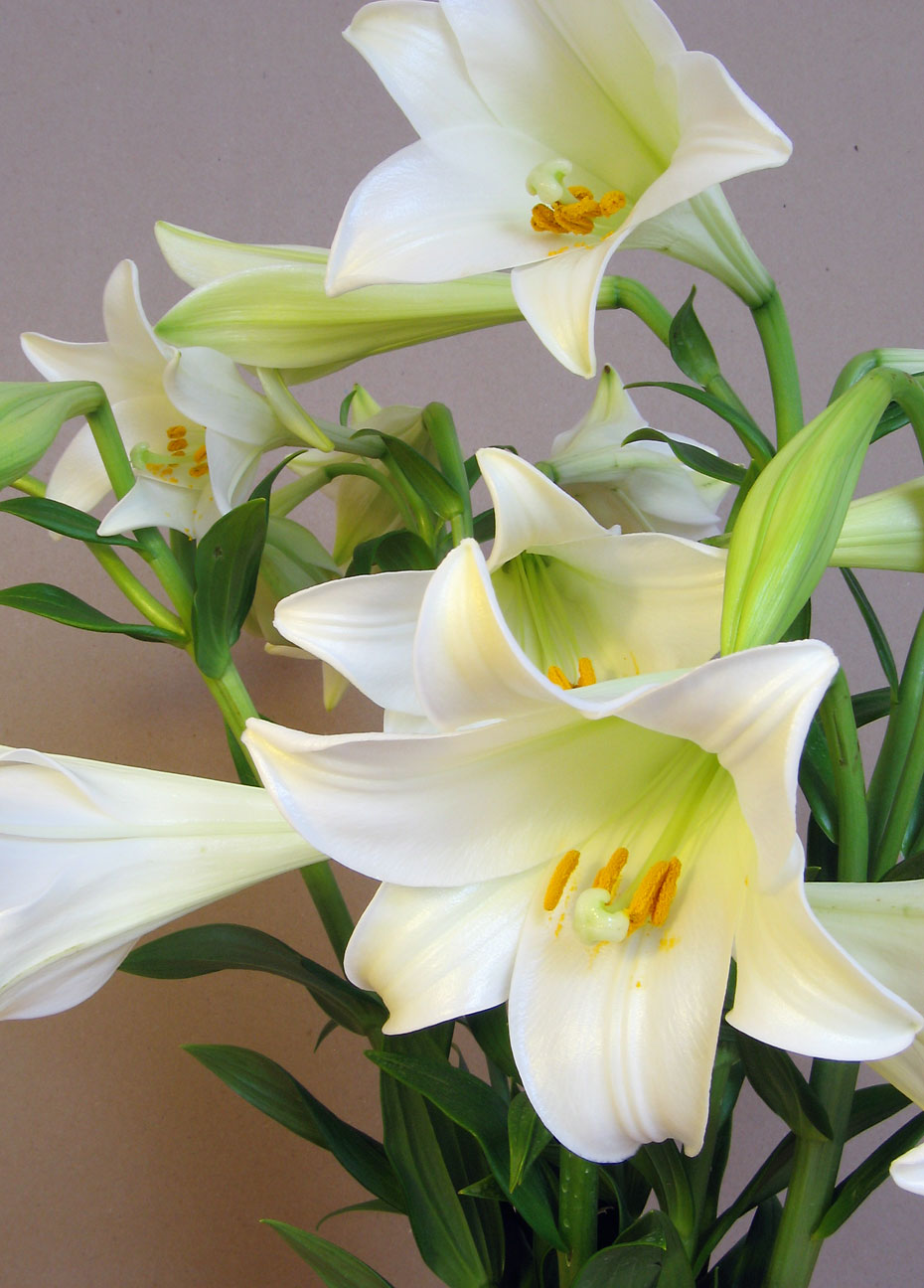
Le lys blanc, symbole omniprésent dans les œuvres yuri.

Pour les articles homonymes, voir Yuri (homonymie).
Vous lisez un « bon article » labellisé en 2015.

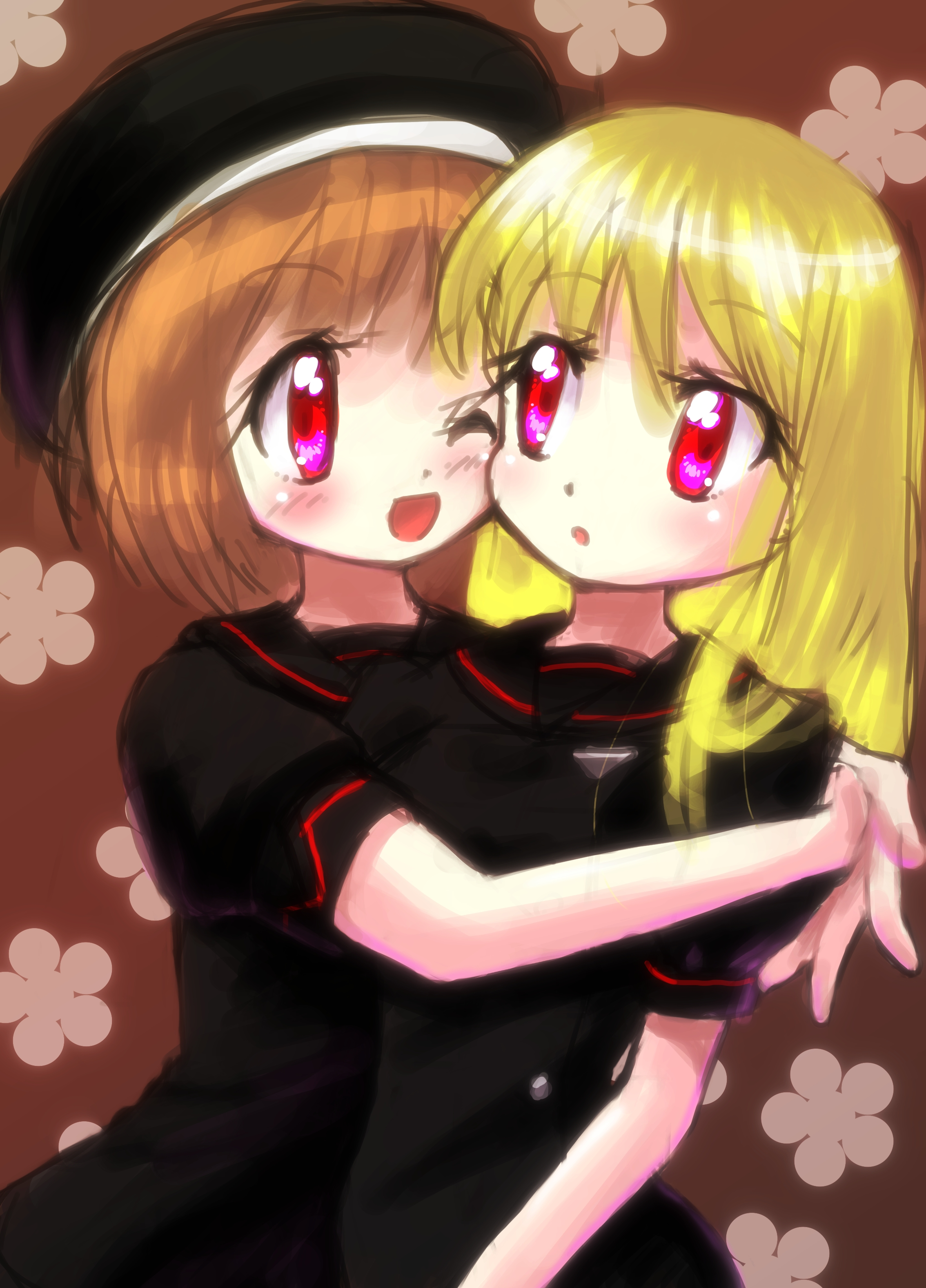
Les relations entre élèves d'établissement scolaire sont l'un des thèmes récurrents du yuri.

Le yuri (百合, lys), aussi appelé girls' love (GL), désigne dans la culture populaire japonaise un genre d’œuvres de fiction centré sur les relations intimes entre femmes, qu'elles soient émotionnelles, sentimentales ou encore sexuelles. Ce genre ne se limite donc pas seulement au lesbianisme puisqu'il concerne aussi d'autres types de relations intimes comme peuvent l'être des liens spirituels ou encore des relations fusionnelles entre femmes. Le terme yuri est couramment employé dans le monde du manga et de l'anime, mais il est aussi parfois utilisé dans le cadre des jeux vidéo, de la littérature ou encore du cinéma. L'équivalent masculin du yuri est le yaoi.
Le yuri est perçu comme l'héritier du esu (エス), un genre littéraire féminin du Japon du début du XXe siècle, avec lequel il partage de très nombreux points communs. Le yuri en tant que tel apparait au tout début des années 1970 dans les shōjo mangas, avant de s'étendre au fil des décennies à toutes les démographies du manga puis à d'autres types de média que le manga.

## Thématiques et généralités
Le yuri traite des relations intimes entre femmes ; il s'agit là d'une définition vague pour un genre aux frontières floues où se mélangent l'amour, l'amitié, l'adoration et la rivalité, et pour lequel le terme « lesbianisme » est bien trop limitatif par rapport à la variété des situations traitées par le yuri. James Welker, de l'université de Kanagawa, résume la situation par cette phrase : « Savoir si les protagonistes de yuri sont lesbiennes est une question extrêmement complexe. » La question de savoir si telle protagoniste de yuri est lesbienne/bisexuelle ou non ne peut être tranchée que si elle se décrit elle-même par ces termes. Or, la plupart des yuri préfèrent ne pas définir la sexualité de leurs personnages, laissant l'interprétation au lecteur/spectateur.
Historiquement et thématiquement lié au shōjo manga, le yuri s'est, depuis son apparition au début des années 1970, étendu à toutes les cibles démographiques du manga. Ces dernières exploitent tous les types de yuri, cependant Erica Friedman, éditrice américaine et spécialiste du manga, note quelques tendances générales dans les thématiques abordées :
Les shōjo optent pour des mondes fantaisistes voire irréels avec des sentiments forts qui peuvent tourner à « l'obsession malsaine » et une idéalisation de la figure de la « fille prince charmant » tandis que les josei se veulent plus réalistes en traitant des problèmes que rencontrent les couples féminins de même sexe. Les shōnen et seinen utilisent quant à eux le yuri pour mettre en scène des romances légères entre les deux figures de la « jeune fille innocente » et de la « prédatrice lesbienne ». Toutefois, la plupart des magazines de prépublication dédiés exclusivement au yuri ne suivent aucune démographie. Ainsi, on peut y trouver un manga qui traite d'une romance innocente entre deux adolescentes auquel succède un manga explicitement sexuel.
Contrairement à son alter ego yaoi où les représentations graphiques et explicites du rapport sexuel entre hommes sont courantes, elles sont bien plus rares dans le monde du yuri. La majorité de ces œuvres ne vont pas plus loin que les baisers ou la caresse des seins, l'accent étant mis sur la « connexion spirituelle entre femmes ».
Pour l'autrice Rica Takashima, les fans de yuri occidentaux ne sont pas les mêmes et ne recherchent pas la même chose que les fans japonais, ceci pour des raisons culturelles. Selon elle, les Occidentaux s'attendent à trouver dans le yuri des « filles mignonnes qui se bécotent » quand les Japonais préfèrent « lire entre les lignes et chercher des indices subtils avec lesquels ils vont élaborer de vastes tapisseries à l'aide de leur imagination ». Cela explique une certaine différence de traitement des œuvres ; par exemple en Occident Sailor Moon est un magical girl avec quelques éléments yuri, cependant qu'au Japon il est considéré comme un « monument du genre » par les magazines yuri. En effet, les relations entre les différentes sailors sont suffisamment ambiguës pour laisser l'imagination faire son travail et créer de nombreux couples imaginaires. Verena Maser, spécialiste du Japon, dit que Sailor Moon est ainsi « devenu un yuri » même s'il n'a pas été créé en ce sens ; il est généralement considéré que ce sont les fans, plus que les éditeurs, qui font d'une œuvre un yuri,.
C'est sur ce point que Verena Maser voit la principale différence entre les fictions yuri et les fictions lesbiennes : les fictions lesbiennes s'intéressent généralement au processus d'auto-identification et d'affirmation des protagonistes en tant que lesbiennes ou bisexuelles quand le yuri s'appuie essentiellement sur les non-dits et la subjectivité.

## Définitions
Il existe trois termes pour décrire les œuvres de type yuri : yuri, Girls' Love et shōjo-ai. Les définitions de ces trois termes sont plutôt floues et ils ne sont pas forcément utilisés de la même façon au Japon et en Occident.

### Yuri

#### Au Japon
Le mot yuri (百合) désigne le lys, et plus particulièrement le lys blanc, qui est de facto devenu le symbole du genre yuri. Depuis le romantisme japonais, le lys est associé à l'image de la femme idéale, symbolisant les deux concepts de la beauté et de la pureté.
Les premiers usages du terme yuri pour décrire des relations intimes entre femmes apparaissent pendant les années 1970 : en 1976, le magazine gay Barazoku (薔薇族, tribu des roses) a intégré une colonne nommée Yurizoku no heya (百合族の部屋, chambre de la tribu des lys) et rassemblant des lettres du lectorat féminin, que ces dernières soient lesbiennes ou non,. Une théorie alternative veut que ce soit plutôt le magazine gay Allan (アラン, Aran) qui, dans les années 1980, ait associé le terme yuri au lesbianisme, avec sa colonne Yuri tsūshin (百合通信, correspondances des lys) dédiée aux rencontres entre femmes.
À partir des années 1990, le terme yuri s'est vu associé à la pornographie lesbienne, notamment à travers le magazine manga Lady's Comic misuto (1996-1999) qui était essentiellement constitué de contenu pornographique entre femmes, tout en employant une très forte symbolique construite autour du lys. Ce n'est qu'à partir des années 2000 que les éditeurs de mangas commencent à utiliser le terme yuri, notamment à travers la création du magazine Yuri Shimai en 2003.
Le yuri entretient des relations ambiguës avec la pornographie et le lesbianisme. Ainsi, l'héritage du esu lui renvoie une image de pureté et d'innocence bien éloignée du désir sexuel, tandis que son usage pendant les années 1980 et 1990 renvoie à un contenu lesbien et pornographique, donnant une vision bien plus sexualisée au genre. De fait, les avis des éditeurs et des journalistes divergent pour savoir s'il intègre ou non les œuvres pornographiques, et sur la frontière exacte entre le yuri et le contenu purement lesbien.

#### En Occident
Le terme yuri apparaît en Occident au cours des années 1990. L'Occident n'ayant pas connu l'influence du esu, le terme est très vite associé au lesbianisme de façon quasi-exclusive. L'usage du terme yuri est parfois limité au contenu le plus sexuellement explicite quand le terme shōjo-ai désigne le contenu non-sexuel.

### Girls' Love
Le terme wasei-eigo Girls' Love (ガールズラブ, gāruzu rabu) apparaît au Japon au cours des années 2000, principalement chez les éditeurs. Il est généralement considéré comme un synonyme au mot yuri. Toutefois, une nuance est apparue en 2011 avec l'anthologie de mangas Girls Love qui contient du contenu purement érotique, s'opposant à la vision d'innocence et de pureté associée au yuri. Mais si cette distinction entre les deux termes possède une certaine réalité au Japon, elle ne s'est pas systématisée, et les deux mots restent employés de façon interchangeable.

### Shōjo-ai

#### En Occident
Le terme shōjo-ai (少女愛) apparaît en Occident dans les années 1990 en parallèle du terme yuri. Il est employé afin de faire la symétrie avec la distinction qui a cours dans les mangas gays, entre le yaoi et le shōnen'ai. Ainsi shōjo-ai est interprété comme voulant dire « amour entre filles », et désigne le yuri ne possédant peu ou pas du tout de contenu sexuel.

#### Au Japon
Au Japon, l'expression shōjo-ai (少女愛) a une tout autre signification et ne possède aucun lien avec le manga ou la littérature. Le terme est interprété comme voulant dire « amour pour les filles », renvoyant à l'image de l'homme adulte qui aime les petites filles,,. Ainsi le terme shōjo-ai désigne pour les Japonais une forme de pédophilie et est très négativement connoté. Un synonyme de shōjo-ai est lolicon.

## Histoire

### Avant 1970: leesu

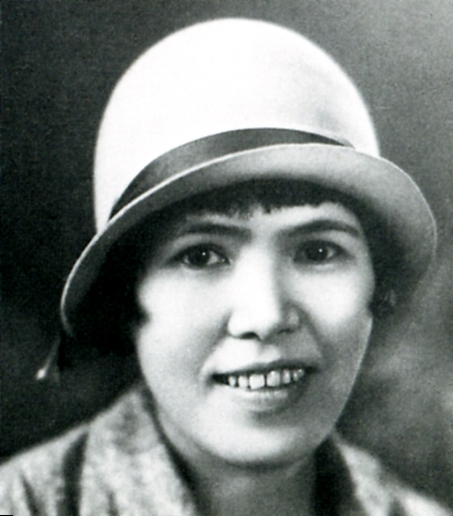
Nobuko Yoshiya pendant les années 1930, autrice esu dont les œuvres sont réputées pour avoir grandement influencé le yuri.

Le discours japonais considère que le yuri plonge ses racines dans la littérature esu du début du XXe siècle. Le esu traite de relations intimes entre adolescentes, ces relations sont intenses mais platoniques, de plus elles sont limitées à l'adolescence ; il est supposé que lorsque les filles arriveront à l'âge adulte elles se marieront avec un homme.
Le esu se développe très rapidement dans la littérature shōjo d'avant-guerre. Comme les mangas des années 2000, le esu était publié dans des magazines shōjo qui, dans les années 1930 faisaient entre 300 et 400 pages, essentiellement constitués de esu. Après la guerre, le esu commence à apparaitre dans les shōjo mangas, ce qui n'empêche pas un déclin important du genre, irrémédiablement remplacé par les romances filles-garçons.
Traditionnellement, le esu se déroule dans des écoles de jeunes filles privées, souvent chrétiennes, un monde homosocial réservé aux femmes. Il traite d'une relation entre deux filles ou femmes d'âge différent, la plus âgée est qualifiée de onē-sama (お姉さま, grande sœur) quand la plus jeune est qualifiée de imōto (妹, petite sœur), et elle concerne deux élèves de l'école, ou plus rarement une élève et sa professeure.
Pour Erica Friedman, le esu est à l'origine de nombreux lieux communs que l'on retrouve dans le yuri moderne, elle cite l'utilisation du terme « onē-sama », la « tension sexuelle lors d'un duo au piano », les écoles privées chrétiennes ou encore « l'atmosphère fleurie »,. Verena Maser note que les principales notions qui ressortent des esu sont la « beauté » et « l'innocence », qui se retrouvent régulièrement dans le yuri.
Les principales œuvres esu reconnues influentes pour le yuri moderne sont les romans Yaneura no nishojo (1919) et Hana monogatari (1916-24) par Nobuko Yoshiya, le roman Otome no ninato, (1938) par Kawabata Yasunari et Tsuneko Nakazato ou encore le manga Sakura namiki, (1957) par Macoto Takahashi.
Selon la façon dont est perçu le genre yuri, il peut être considéré que le esu et le yuri sont deux genres distincts, que le esu forme un « proto-yuri », ou encore que le esu fait partie intégrante du yuri,.

### 1970-92:«l'âge sombre»
En 1970 est publié par Masako Yashiro un shōjo manga nommé Shīkuretto rabu. Ce manga raconte l'histoire d'un triangle amoureux parfait entre deux filles et un garçon et est considéré comme le premier manga non-esu qui traite d'une relation intime entre femmes, faisant de celui-ci le premier yuri. Mais le manga et son autrice sont aujourd'hui peu connus. La plupart des chroniques,, considèrent que le « premier yuri » est le manga Shiroi heya no futari par Ryōko Yamagishi, daté de 1971.
Sur les 20 années qui suivent, une petite dizaine de yuri shōjo mangas sont publiés, la plupart concentrés dans les années 70.
La majorité des yuri de cette époque sont des tragédies, se terminant par une séparation ou la mort, des relations vouées à l'échec. Yukari Fujimoto, de l'université Meiji, considère que Shiroi heya no futari est devenu le prototype de la romance yuri pendant les années 1970 et 1980. Elle le nomme le prototype « Candy et Rose Écarlate » où Candy incarne une fem qui admire Rose, un personnage de type butch. La relation entre Candy et Rose fait l'objet de rumeurs et même de chantages. Malgré cela les deux femmes finissent par accepter leur relation. L'histoire se termine par la mort de Rose qui se sacrifie afin de protéger Candy du scandale.
Par leur faible nombre et la fin tragique de ces yuri, le magazine Yuri Shimai a qualifié cette époque d'« âge sombre » du yuri quand Verena Maser considère que c'est une époque de « détresse ». Plusieurs théories ont vu le jour pour expliquer la tendance tragique des yuri de cette époque : Frederik Schodt, traducteur américain de manga, considère que les shōjo de cette époque étaient pour leur majorité des tragédies, qu'ils soient ou non des yuri. James Welker préfère voir dans ces histoires des éléments de la « panique lesbienne » (où le personnage — et par extension possiblement l'autrice — refuse ses propres sentiments et désirs lesbiens). Verena Maser suggère que la disparition du esu a supprimé le seul contexte où des relations intimes entre femmes étaient possibles. Pour Yukari Fujimoto, c'est le poids des « forces patriarcales » qui écrase les désirs de ces femmes.

### 1992-2003: la reconnaissance
En 1985 le gouvernement du Japon ratifie la Convention sur l'élimination de toutes les formes de discrimination à l'égard des femmes. Pour Yukari Fujimoto cette convention — et tout particulièrement son article 11 qui traite de l'égalité dans l'emploi — est très importante à la fois pour les shōjo et les yuri mangas : désormais une femme (et par extension un couple de femmes) peut vivre seule, sans avoir besoin d'un homme pour la supporter. La pression qui pesait sur les femmes d'être choisie par un homme disparait petit à petit dans la société japonaise, et par extension dans les mangas, où les histoires d'amour accusent un net recul face à des shōjo dédiés à l'affirmation de soi.
Ce changement de paradigme se manifeste en 1992 par la sortie du manga Sailor Moon par Naoko Takeuchi, dont le très large succès lui permet d'être adapté en anime, en films, de s'exporter à l'international, et d'ouvrir de nouvelles perspectives pour le shōjo et le yuri. Cette série raconte l'histoire des filles-guerrières qui vont affronter divers ennemis. Si ces différentes guerrières partagent des relations étroites, c'est surtout la venue de Sailor Neptune et de Sailor Uranus qui sont présentées sous la forme d'un couple qui fait définitivement intégrer Sailor Moon dans les yuri. Le couple devient très populaire au sein des fans et le monde du dōjinshi se l'approprie massivement afin de développer la relation entre les deux femmes.
Sailor Moon provoque un véritable appel d'air pour les yuri qui se multiplient. Ainsi le yuri s'étend naturellement du shōjo au josei avec, par exemple, Pietà publié en 1998, mais s'intègre aussi dans les démographies masculines que sont le shōnen et le seinen avec, par exemple, Devilman Lady (1997) ou Noir (2001). C'est aussi à cette époque que l'on note le retour des thématiques esu et que le yuri investit la littérature, Maria-sama ga miteru (1998) illustre ces deux faits.

### Depuis 2003: la banalisation
Face à la multiplication des histoires portant sur l'homosocialité, l'homoérotisme et l'homosexualité féminine, certains éditeurs décident d'exploiter le registre en créant des magazines dédiés au genre. C'est ainsi qu'en 2003, les premiers magazines consacrés au yuri — Yuri Tengoku et Yuri Shimai — font leur entrée sur le marché. Le nom « yuri » est sélectionné par rapport à sa popularité dans le monde du dōjinshi. La création de ces magazines permet de donner une véritable visibilité au genre dans le monde du manga. Toutefois, ils possèdent la particularité de ne pas être associés à une quelconque cible démographique traditionnelle ; tout au plus certains magazines sont adressés « plutôt aux femmes » ou « plutôt aux hommes ». Ce fut par exemple le cas de Comic Yuri Hime qui était « plutôt pour femmes » et de Comic Yuri Hime S « plutôt pour hommes ». Pourtant, les deux magazines fusionnent en 2010 sous le nom de Comic Yuri Hime qui est ainsi devenu « mixte ».
La diffusion de ces magazines a pour effet d'installer une « culture yuri » et encourage les femmes à créer des relations yuri,. Par ailleurs, ces magazines ont permis d'établir l'histoire du yuri en labellisant rétroactivement un certain nombre d'œuvres afin qu'elles intègrent le corpus yuri. Ainsi, entre 2003 et 2012, huit des dix œuvres les plus citées dans le canon yuri selon les magazines sont des œuvres publiées avant 2003 : Apurōzu - Kassai (1981-85), Sakura no sono (1985-86), Sailor Moon (1992-96), Cardcaptor Sakura (1996-2000), Utena, la fillette révolutionnaire (1997-99), Maria-sama ga miteru (1998-2012), Loveless (depuis 2001), Les Petites Fraises (depuis 2001). Toutefois, malgré l'établissement d'un canon, aucun de ces magazines n'a donné de définition claire sur ce qu'est le yuri, reconnaissant qu'il existe plusieurs définitions au genre.

## Leyurien Occident

### En France
Si l'anime Lady Oscar, diffusé en France en 1986, est parfois considéré comme un yuri,, il faut attendre l'année 1993 pour voir la diffusion de Très cher frère... et de Sailor Moon. Cette dernière publication a été censurée à cause de ses nombreuses thématiques LGBT ; le couple lesbien formé par Sailor Uranus et Sailor Neptune est notamment devenu un couple hétérosexuel, le physique de garçon manqué de Sailor Uranus favorisant sa transformation en homme lorsqu'elle apparait en civil.
Du côté des mangas, si certains titres sont diffusés sporadiquement, tels Sailor Moon en 1995 ou Chirality en 1998, il faut attendre 2004 pour voir apparaitre une collection dédiée au yuri : l'éditeur Asuka lance une collection centrée autour des œuvres d'Ebine Yamaji. Mais la collection est rapidement abandonnée et Asuka arrête de publier de nouvelles licences yuri en 2006. Taifu Comics démarre sa propre collection yuri en 2011 avec Girl Friends comme titre d'ouverture. Sa collection rencontre des difficultés pour s'insérer sur le marché francophone ; la maison d'édition cesse de publier des yuri en 2015, mais annonce la relance de sa collection pour 2016 avec le titre Citrus.

### En Amérique du Nord
Le premier yuri à paraitre en Amérique du Nord est la version anime de Sailor Moon, diffusée sur les antennes en 1995, d'abord au Canada puis aux États-Unis. Toutefois le studio chargé de l'adaptation de l'anime a voulu censurer la relation homosexuelle entre Sailor Neptune et Sailor Uranus en les présentant comme des cousines afin de justifier leur intimité, mais des failles dans le processus de censure ont laissé passer des scènes de flirts entre les deux jeunes filles ce qui a eu pour résultat de conserver la relation lesbienne qui est même devenue incestueuse.
En 2000, Erica Friedman fonde la Yuricon comme une « convention en ligne » afin de rassembler la communauté yuri occidentale. La Yuricon a physiquement lieu pour la première fois en 2003, à Newark aux États-Unis. La même année, la Yuricon crée une succursale nommée ALC Publishing et chargée de publier des yuri mangas, anime, romans et autres produits dérivés. Toutefois, ALC arrête la publication de nouveaux produits en 2013.
En 2006 l'éditeur Seven Seas Entertainment publie le yuri manga Kashimashi ~Girl Meets Girl~ ainsi que le yuri roman Strawberry Panic!. L'année suivante l'éditeur ouvre une collection consacrée intégralement au yuri manga, nommée « Strawberry » en l'honneur de son titre d'ouverture, qui n'est autre que la version manga de Strawberry Panic!.

## Études sur leyuri

### Démographie
Bien que né dans les shōjo, le yuri s'est diversifié et touche désormais toutes les démographies du manga, de l'anime et de la littérature. Aussi, diverses études ont eu lieu au Japon pour tenter de déterminer quel est le profil type du fan de yuri.

#### Études par les éditeurs
Le premier magazine à avoir étudié la démographie de ses lecteurs fut Yuri Shimai (2003-2004), qui a évalué à près de 70 % la proportion de femmes, et que la majorité d'entre elles étaient ou bien des adolescentes, ou bien des femmes avoisinant la trentaine mais qui étaient surtout intéressées par les shōjo et les yaoi.
En 2008 l'éditeur Ichijinsha réalise une étude démographique pour ses deux magazines Comic Yuri Hime et Comic Yuri Hime S, le premier étant dédié aux femmes, le second aux hommes. L'étude révèle que les femmes représentaient 73 % des lecteurs de Comic Yuri Hime quand pour Comic Yuri Hime S les hommes représentaient 62 %. L'éditeur note toutefois que les lecteurs du second magazine avaient aussi tendance à lire le premier, ce qui a provoqué leur fusion en 2010 ; il n'y avait pas d'intérêt à séparer les deux magazines. Concernant l'âge des femmes pour Comic Yuri Hime, 27 % d'entre elles avaient moins de 20 ans, 27 % entre 20 et 24 ans, 23 % entre 25 et 29 ans et 23 % qui ont plus de 30 ans, ce qui correspond à une démographie josei avec 73 % d'adulte.

#### Étude par Verena Maser
Verena Maser a réalisé sa propre étude de la démographie du public yuri japonais, entre septembre et octobre 2011. Cette étude réalisée sur internet et principalement orientée vers la communauté Yuri Komyu! et le réseau social Mixi reçoit un total de 1 352 réponses valides.
52,4 % des répondants étaient des femmes, 46,1 % des hommes et 1,6 % ne se reconnaissaient dans aucun des deux sexes. La sexualité des participants fut elle aussi demandée, séparée en deux catégories : « hétérosexuel » et « non-hétérosexuel ». Les résultats furent les suivants : 30 % de femmes non-hétérosexuelles, 15,2 % de femmes hétérosexuelles, 4,7 % d'hommes non-hétérosexuels, 39,5 % d'hommes hétérosexuels et 1,2 % de « autre ». Concernant l'âge, 69 % des répondants avaient entre 16 et 25 ans.
Cette étude obtient des résultats sensiblement différents de celles des éditeurs. Si pour les éditeurs la démographie semble relativement homogène en étant typée josei, l'étude de Verena Maser montre une démographie mixte, aux sexualités différentes.

### Relations avec le lesbianisme

#### Relation sémantique
Si en Occident le terme « yuri » est couramment synonyme de « lesbienne », ceci est loin d'être le cas au Japon. Verena Maser explique que si pendant les années 1970-80 le terme yuri était régulièrement associé aux lesbiennes, ce lien s'est depuis profondément affaibli. Elle relève que les fans, les journalistes et les éditeurs japonais reconnaissent que « yuri » et « lesbienne » partagent un socle commun, mais qu'ils refusent de les faire synonymes. Elle cite notamment Nakamura, l'éditeur en chef des magazines Yuri Shimai et Comic Yuri Hime : « en général le yuri ne met pas en avant des lesbiennes liées par des désirs charnels, mais valorise des connexions spirituelles proches de l'amour ». Elle note aussi que les mouvements queers et lesbiens japonais s'étaient opposés à l'usage du terme yuri dès les années 1990.
Erin Subramian, de la Yuricon, explique qu'aux yeux de la plupart des Japonais, le terme « lesbienne » décrit ou bien des « personnes anormales dans la pornographie » ou bien des « étranges personnes vivant dans d'autres pays ». Le yuri quant à lui est vu comme un produit japonais qui renvoie aux idéaux de beauté, de pureté, d'innocence et de spiritualité bien avant les thématiques sexuelles, où l'importance est donnée à la « connexion entre les cœurs » plutôt qu'à la « connexion entre les corps ». Cette description rapproche le yuri davantage du principe d'homosocialité que d'homosexualité, même si les deux ne sont pas exclusifs.
Par exemple, Kazumi Nagaike, de l'université d'Ōita, relève de nombreux témoignages de lectrices de Comic Yuri Hime qui se décrivent comme hétérosexuelles mais se disent intéressées par la création d'une relation yuri, attirées par l'expérience homosociale du yuri.

#### Relation sociopolitique selon Kazumi Nagaike
Pour Kazumi Nagaike, le yuri est un sous-produit de la shōjo kyōdōtai (少女共同体, communauté des shōjo) qui s'est formée dans les espaces clos qu'étaient les écoles pour filles du Japon d'avant-guerre. Isolées de l'influence des hommes et de la société en général, des adolescentes se sont créées une culture shōjo indépendante, féminine et forte. Elles ont utilisé le esu comme moyen de diffusion et de partage de leurs codes culturels, créant un « continuum féminin » sur une base homosociale. Mais cette culture était éphémère puisqu'en quittant l'école, chaque adolescente cessait d'être une shōjo et devenait une femme soumise au patriarcat avec l'obligation de se marier à un homme.
Aussi, le japonologue John Treat considère que la principale distinction entre une shōjo et une femme soumise au patriarcat est son absence de fécondité. Les shōjo apparaissent ainsi comme des personnes fondamentalement asexuées, qui échappent de fait à la distinction binaire du genre et à l'hétérosexisme. La culture féminine des shōjo n'est ainsi pas imposée par le patriarcat.
Après la guerre, les shōjo intègrent principalement des écoles mixtes et le esu qu'elles utilisaient pour créer leurs liens homosociaux tombe en désuétude. Aussi, les shōjo construisent de nouveaux outils d'opposition au patriarcat qu'elles emploient dans leur littérature et leurs mangas : le travestissement et le yaoi,, ainsi que le yuri afin de remplacer le esu. Pour les shōjo, le yuri permet avant tout de créer entre elles des liens homosociaux dont l'homosexualité, qui apparait fréquemment dans les œuvres yuri, n'est qu'un aspect.
Si la majorité des yuri se déroulent dans des lycées — lieux de prédilection des shōjo — l'instauration en 1985 de l'égalité entre hommes et femmes dans le monde du travail a permis la diffusion de la culture shōjo et du yuri au-delà des enceintes scolaires et le maintien d'une appartenance à cette culture par des adultes moins soumises aux normes patriarcales et hétérosexuelles dominantes.
Le yuri permettant aux shōjo d'entretenir une culture féminine commune, comme autrefois le esu, Kazumi Nagaike considère qu'il s'oppose à la vision politique du lesbianisme de Monique Wittig qui considère que les lesbiennes doivent détruire la construction sociale du genre féminin pour en finir avec le patriarcat. Elle le rapprocherait plutôt de la vision d'Adrienne Rich qui invite à créer un « continuum lesbien » entre femmes afin d'échapper à « l'obligation à l'hétérosexualité » imposée par la norme patriarcale dominante.

## Exemples d'œuvresyuri
Verena Maser, dans sa monographie Beautiful and Innocent (2013), a sélectionné dix textes yuri qu'elle juge représentatifs de leur époque ou d'une tendance importante :
- Nobuko Yoshiya, Hana monogatari, représentatif de la période esu ;
- Kawabata Yasunari et Tsuneko Nakazato, Otome no ninato, représentatif de la période esu ;
- Masako Yashiro, Shīkuretto rabu, représentatif des années 1970-80 ;
- Ryōko Yamagishi, Shiroi heya no futari, représentatif des années 1970-80 ;
- Naoko Takeuchi, Sailor Moon, pour son importance auprès de la communauté dōjinshi ;
- Oyuki Konno, Maria-sama ga miteru, l'un des plus importants succès du yuri ;
- Kenn Kurogane, Shoujo Sect, représentatif du yuri pornographique ;
- Takako Shimura, Fleurs bleues [« Aoi Hana »], représentatif du yuri lesbien et réaliste ;
- Namori, YuruYuri, représentatif du « soft-yuri », une tendance grand public ;
- Uso Kurata, Yuri Danshi, un « méta-yuri » qui tire un portrait de la communauté yuri japonaise.